# Deutsche Zentral-Zeitung
La Deutsche Zentral Zeitung (letteralmente: Giornale centrale tedesco) era un quotidiano in lingua tedesca pubblicato a Mosca dalla sezione di lingua tedesca dell'Internazionale Comunista. Il giornale conteneva traduzioni di articoli e discorsi russi, recensioni, articoli su altri paesi, e pubblicizzava dichiarazioni e informazioni dal Partito Comunista.
Pubblicato per poco più di un decennio, il giornale cessò la pubblicazione nel 1939 dopo che la polizia segreta sovietica arrestò tanti membri della redazione da rendere impossibile la continuazione. Solo nel 1957 un giornale analogo (Neues Leben) riprese le pubblicazioni.
Il tipo di carattere del giornale era il Fraktur.